# Karl Albert Hasselbalch
Karl Albert Hasselbalch (* 1. November 1874 in Aastrup, Provinz Schleswig-Holstein; † 19. September 1962) war ein deutsch-dänischer Physiker und Chemiker. Zusammen mit dem Physiologen Christian Bohr, dem Vater des Nobelpreisträgers Niels Bohr, gilt er als Wegbereiter der pH-Messungen im Bereich der Medizin. Er beschrieb als erster das Aufnahmevermögen des Blutes für Sauerstoff in Abhängigkeit von der Kohlenstoffdioxid-Konzentration im Blut. Im Jahr 1916 führte er die logarithmische Schreibweise einer Gleichung von Lawrence Joseph Henderson ein, die heute deshalb als Henderson-Hasselbalch-Gleichung bekannt ist.     

## Schriften
- Om hønsefostrets respiratoriske stofskifte. Diss., Kopenhagen 1899.
- Die Berechnung der Wasserstoffzahl des Blutes aus der freien und gebundenen Kohlensäure desselben, und die Sauerstoffbindung des Blutes als Funktion der Wasserstoffzahl. In: Biochemische Zeitschrift. 78. Jahrgang, 1917, S. 112–144.

| Personendaten    | Personendaten                   |
| ---------------- | ------------------------------- |
| NAME             | Hasselbalch, Karl Albert        |
| KURZBESCHREIBUNG | dänischer Physiker und Chemiker |
| GEBURTSDATUM     | 1. November 1874                |
| GEBURTSORT       | Aastrup, Dänemark               |
| STERBEDATUM      | 19. September 1962              |